# Pátria Amada
Pátria Amada es el himno nacional de Mozambique. Fue adoptado el 30 de abril de 2002, reemplazando al anterior "Viva a FRELIMO" que había sido utilizado desde la independencia del país en 1975.

## Letra (oficial en portugués)
Primera Estrofa:
Na memória de África e do Mundo,
Pátria bela dos que ousaram lutar.
Moçambique, o teu nome é liberdade,
o Sol de Junho para sempre brilhará.

Estribillo:
Moçambique nossa terra gloriosa,
pedra a pedra construindo um novo dia.
Milhões de braços, uma só força,
oh pátria amada, vamos vencer.

Segunda Estrofa:
Povo unido do Rovuma ao Maputo,
colhe os frutos do combate pela paz.
Cresce o sonho ondulando na bandeira,
e vai lavrando na certeza do amanhã.

Tercera Estrofa:
Flores brotando do chão do teu suor,
pelos montes, pelos rios, pelo mar.
Nós juramos por ti, oh Moçambique,
nenhum tirano nos irá escravizar.

## Traducción (al español)
Primera Estrofa:
En la memoria de África y del Mundo,
Patria bella de los que osaron luchar.
Mozambique, tu nombre es libertad,
el Sol de Junio para siempre brillará.

Estribillo:
Mozambique, nuestra tierra gloriosa,
piedra a piedra construyendo un nuevo día.
Millones de brazos, una sola fuerza,
oh Patria amada, vamos a vencer.

Segunda Estrofa:
Pueblo unido del Rovuma al Maputo,
recoje los frutos del combate por la paz.
Crece el sueño ondulando en la bandera,
y va labrando en la certeza del mañana.

Tercera Estrofa:
Flores brotando del suelo de tu sudor,
por los montes, por los ríos, por el mar.
Nosotros juramos por tí, oh Mozambique,
ningún tirano nos esclavizará.